# Урбанізаційні процеси в Україні
Урбанізаційні процеси в Україні найбільш активно протікали у XX столітті.
Урбанізація  (від лат. urbanus — міський) — зростання значення міст в розвитку суспільства, яке супроводжується ростом і розвитком міських поселень, зростанням питомої ваги міського населення, поширенням міського способу життя в певній області, країні, світі.
Урбанізація є визначною сферою мультидисциплінарного дослідження, яке описує динаміку змін чисельності населення, зміни землекористування, земельного покриття та зелених зон, дорожнє та архітектурне містобудування та багато іншого. Економічне дослідження лежить в основі будь-якої сучасної наукової роботи щодо урбанізації. Міський бюджет, вартість життя у місті, дані про зайнятість населення і ціни на землю є одними з найбільш широко використовуваних напрямків досліджень у цій сфері.
Національний склад населення не відіграє вирішальної ролі в економіці, хоча деякі національні аспекти треба враховувати у певних економічних ситуаціях.
До них належать:
- ступінь етнічної однорідності у країні,
- національні традиції у трудовій діяльності,
- рівень національної культури,
- спосіб життя,
- темперамент тощо.

## Початки урбанізації в Україні

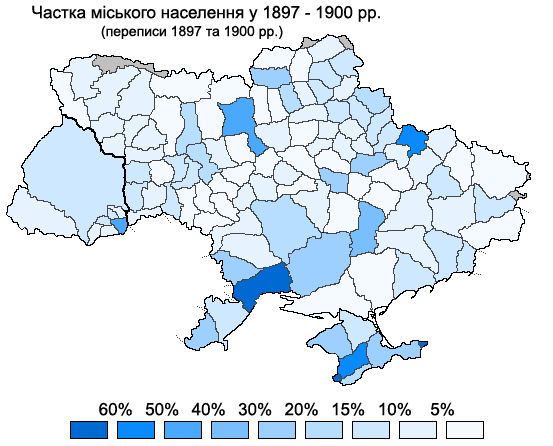
Частка міського населення у 1897–1900 рр

Процес урбанізації на території України розпочався у XIX столітті. Особливо він прискорився після скасування кріпацтва в 1861 році і масштабних реформ у Російській Імперії після поразки у Кримській війні та початку швидкого розвитку промисловості. Але міське населення продовжувало складати незначну частку всього населення. Частка міського населення за переписом 1897 р. становила:
- Волинська губернія — 7,8%
- Катеринославська губернія — 11,4%
- Київська губернія — 12,9%
- Курська губернія — 9,3%
- Подільська губернія — 7,4%
- Полтавська губернія — 9,9%
- Таврійська губернія — 20,0%
- Харківська губернія — 14,7%
- Херсонська губернія — 28,9%
- Чернігівська губернія — 9,1%

## Перша половина XX ст
За переписом населення 1926 року в УРСР міське населення становило 5373.5 тис.(18.5%) з усього населення 29018.2 тис.
- Поліський підрайон. Міське — 429.0 тис.(14.5%) Сільське — 2528.9 тис.(85.5%)
- Правобережний підрайон. Міське — 1450.1 тис.(16.1%) Сільське — 7547.7 тис.(83.9%)
- Лівобережний підрайон. Міське — 1117.2 тис. .(15.8%) Сільське — 5949.7 тис.(84.2%)
- Степовий підрайон. Міське — 1061.6 тис.(19.1%) Сільське — 4506.7 тис.(80.9%)
- Дніпропетровський підрайон. Міське — 464.0 тис.(19.4%) Сільське — 1927.1 тис.(80.6%)
- Гірничопромисловий підрайон. Міське — 851.6 тис.(41.8%) Сільське — 1184.6 тис.(58.2%)

Політика радянської урбанізації склалася ще у 1930-ті роки й базувалася на концепції соціалістичного розселення населення й створення нових підприємств з прилеглими містами — «соцміст», які повинні були забезпечити підприємства робочою силою, формування нової людини, стати «бастіонами» держави пролетарської диктатури у сільських районах, щоб забезпечити свою соціальну базу для здійснення форсованої індустріалізації та створення потужного ВПК.
Форсована індустріалізація, суцільна колективізація, голодомор 1932–1933 рр. та масові репресії посилили урбанізаційні процеси, які, як і міграційні, мали керований характер. В Україні будувалися нові міста, реконструювалися старі, зростала чисельність міського населення, в першу чергу за рахунок керованих міграцій сільського населення, що призводило до зростання робочого класу. У 1940 р. в Україні вже було 255 міст, у тому числі 79 — республіканського та обласного підпорядкування, 459 селищ міського типу.
Перепис 1939 року.
- міське населення 11190.4 тис.(36.2%)
- сільське населення 19755.8 тис.(63.8%)

У 1930–1940 р. лідером урбанізаційних процесів став Донбас. Міське населення цього регіону становило 74% від усього населення. У Ворошиловградській області міське населення становило 65,7% усієї чисельності населення області. У Сталінській області міське населення досягло 78,1%. Кількість міст досягла 54, а поселень міського типу −144. Шість міст мали понад 100 тис. мешканців.
У 1952 р. частка міського населення на Донбасі становила вже 78,4%, тоді як у СРСР в цілому вона дорівнювала 40%, а в Україні — 37,6%.
Слідом за Донецькою та Луганською областями за рівнем урбанізованості йшли Харківська та Дніпропетровська області — тут 53% населення мешкало у містах. Найменше у містах мешкало у Вінницькій, Київській, Хмельницькій областях — 12%, Рівненській — 13%, Тернопільській, Черкаській — 14%, Волинській, Чернігівській — 16%, Кіровоградській, Сумській −19%, Полтавській — 20% і т. д. Тільки у Запорізькій та Одеській областях міське населення наблизилося до 40% — воно становило 39% і 38% відповідно, а у найбільш урбанізованій на заході України Львівський області — 32%.

## Друга половина XX ст
Довоєнний рівень населення був досягнутий в Україні лише в другій половині 1960-х років. Враховуючи Кримську і Закарпатську області, населення України, за переписом 1959 р., досягло 41 869 тис. осіб. Українців у республіці мешкало 32 158,5 тис. (76,8%), росіян — 7091,3 тис. (16,9), євреїв — 840,3 тис. (2,0), поляків — 363,3 тис. (0,9), білорусів — 290,9 (0,7), молдован — 241,6 (0,6), болгар — 219,4 (0,5), угорців — 149,2 (0,4), греків — 104,4 (0,2), румунів — 100,9 (0,2), татар — 60,9 (0,1), вірмен — 28,0 тис. (0,1), гагаузів — 23,5 тис. (0,1), німців — 23,1 (0,1%), чехів — 14,5 тис. і словаків 14 тис. осіб. На інші, менш численні національності, разом припадало 146,2 тис. осіб (0,3%).
Порівняно з Всесоюзним переписом 1939 р. перепис населення 1959 р. зафіксував високу динаміку зростання як чисельності міського населення загалом, так й кількості міських населених пунктів. Усього чисельність міського населення за цей період збільшилася на 41,1%, у тому числі населення міст — на 35,7%, інших міських поселень — на 65,5%.
За даними перепису 1959 р. в Українській PCP нараховувалось 1 076 міських поселень, з них — 332 міста та 744 селища міського типу. При цьому, міст із населенням до 3 тисяч осіб нараховувалось 9, міст із населенням у 3-5 тисяч осіб — 25, міст із населенням від 5 до 10 тисяч осіб — 61, міст із населенням від 10 до 20 тисяч осіб — 98, міст із населенням від 20 до 50 тисяч осіб — 90, від 50 до 100 тисяч осіб — 25, від 100 до 500 тисяч осіб — 19, від 500 тисяч осіб — 5.
Перепис 1959 року
- міське населення 19147.4 тис.(45.7%)
- сільське населення 22721.6 тис.(54.3%)

У ході процесу урбанізації зростала загальна кількість міських поселень. Якщо в 1946 р. в УРСР нараховувалось 258 міст, з них — 177 — районного та 81 — обласного підпорядкування, то у 1959 їх стало 332, з них 246 міст районного підпорядкування.
Особливістю урбанізаційних процесів в Україні 1950-1970-х років залишалася наявність значної кількості малих міст. В той же час це свідчило про Водночас почали формуватися міські агломерації, структуруючими центрами яких були Київ, Харків, Дніпропетровськ, Сталіно (Донецьк), Одеса, Львів. Що стосується економічних макрорайонів, то найбільш урбанізованим у зазначений період був Донецько-Придніпровський економічний район.
Підсумком урбанізаційних процесів стало те, що у 1965 році УРСР досягла досить високого рівня , коли кількість міських жителів республіки склала 22,8 млн осіб, або 50,55 % населення України. У 1965 р. в УРСР нараховувалося 829 селищ міського типу, 370 міст, у т.ч. 113 — республіканського та обласного підпорядкування. Кількість сільських районів досягла тільки 394 (проти 604 в 1960 р.), кількість сільських Рад — 8486 (проти 8610 в 1960 р.). Проте зросла кількість районів у містах — з 74 в 1960 р. до 83 в 1965 р. [13]. В 1967 р. систему адміністративно-територіального устрою УРСР становили 25 областей, 2 міста республіканського підпорядкування, 475 районів, 111 міст обласного підпорядкування, 8555 сільських, 762 селищних та 273 міських рад.
Перепис 1970 року
- міське населення 25688.6 тис.(54.5%)
- сільське населення 21437.9 тис.(45.5%)

Порівняно з Всесоюзним переписом 1970 р. перепис населення 1979 р. зафіксував продовження високої динаміки зростання як чисельності міського населення загалом, так й кількості міських населених пунктів. При цьому, чисельність населення УРСР зросла з 47,1 млн осіб у 1970 р. до 49,8 млн осіб наявного населення, тобто на 2,7 млн осіб або 5,4 %. Міське населення збільшилася з 19147 тис. осіб в 1959 р. до 25688 тис. осіб й склало 55%. Саме у 1970-ті роки вперше в УРСР стало переважати міське населення. Сільське населення зменшилося з 22,7 млн осіб в 1959 р. до 21,4 млн осіб в 1970 р., тобто з 54% до 45% від загальної чисельності УРСР. За даними перепису 1979 р. кількість міських поселень в Українській PCP зросла з 1248, з них — 332 міст та 861 селище міського типу до 1313 населених пунктів, з них — 406 міст і 901 селище міського типу. Зокрема, збільшилася кількість середніх міст (50-100 тис. осіб), в той же час зростала чисельність населення найбільших міст, які ставали центрами великих систем розселення.
Перепис 1979 року
- міське населення 30168.9 тис.(60.8%)
- сільське населення 19440.4 тис.(39.2%)

Найбільш урбанізованим залишався Донецько-Придніпровський економічний район. У Донецькій області міське населення склало 89%, у Ворошиловградській (Луганській) області міське населення досягло 85 %, у Дніпропетровській — 80 %, Харківській — 75%, у Запорізькій — 71%, а у Кіровоградській, Сумській областях міське населення перевищило 50%, у Полтавській міське населення майже дорівнювало сільському. На заході України єдиною урбанізованою областю була Львівська область, де чисельність міського населення досягла 53% від загальної чисельності населення області. До неї наближалася Київська область, у якій міське населення склало 45%. Далі йшли Житомирська, Черкаська і Чернігівська області, де частка міського населення становила від 44 % від чисельності населення цих областей, в Волинській області міське населення досягло 40%.

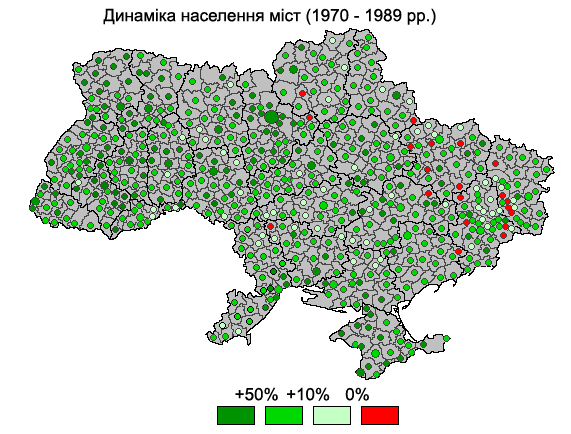
Зміна чисельності населення районних центрів та міст обласного підпорядкування (за 1970 — 1989)

Проте у 7 областях чисельність міського населення тільки перевищувала 30% й колива-лася у межах від 31% до 38%. До них відносилися Вінницька, Закарпатська, Івано-Франківська, Рівненська, Тернопільська, Хмельницька, Чернівецька області. Найменш урбанізованими були Вінницька, Рівненська, Тернопільська і Хмельницька області, де частка міського населення коливалася від 31% до 36%. Загалом найбільш урбанізованим залишався Донецько-Придніпровський район, за ним йшли Південний і Південно-Західний райони. При цьому найбільша частка сільського населення фіксувалася у Південно-Західному районі.
За даними перепису 1989 р. частка міського населення в Україні перевищила 2/3 населення:
Перепис 1989 року
- міське населення 34297.2 тис.(66.7%)
- сільське населення 17154.8 тис.(33.3%)

Зростання у 1979-1989 рр. міського населення за рахунок переважно механічного приросту в результаті екстенсивного розвитку промисловості призводило до постійного зменшення чисельності сільського населення. У ці роки чисельність сільського населення зменшилася з 19,3 млн осіб до 17,1 млн осіб, а в 1990 р. — до 17 млн осіб.
У 1989-1992 рр. продовжувався екстенсивний розвиток промисловості, який потребувала нових робочих рук. Це прискорило урбанізаційні процеси. Обсяги міграцій сільського населення постійно були високими. Внаслідок цього міське населення у 1989 р. склало 67%, а на 1 січня 1992 р. — 68% від загальної чисельності населення України, а сільське населення зменшилося відповідно до 33% і 32%, що свідчило про остаточне перетворення України на урбанізовану країну. Кількість міст зросла до 435 у 1989 р. і 437 у 1990 р., при цьому все більше ставало великих міст, а п'ять міст були мільйонниками, тривало формування і розвиток агломерацій, перш за все промислових. В Україні було вже 19 міських агломерацій — моноцентричних, біцентричних і поліцентричних, з'явилися протоагломерації. Агломерації в Україні не стали адміністративними одиницями, а тільки категорією містобудування і повсякденного життя мешканців великих міст. В основі територіального зростання агломерацій було промислове, громадянське і житлове будівництво, що йшло майже до кінця 1980-х років. У 1980-ті рр. більш виразним став процес субурбанізації — зростання населених пунктів у приміських зонах.
Перехід до нового, більш складного ступеню розвитку викликав появу нових проблем, що було пов'язано з розвитком та удосконаленням транспортної (у т.ч. зовнішнього транспорту), інженерної, соціальної інфраструктури, загостренням екологічних проблем.
У СРСР на 1 січня 1991 р. міське населення досягло 66,1% населення. Україна з 67,5% міського населення ледве перебільшила середній показник по СРСР й відставала від рівня урбанізації РФ (73,9%), Литви (68,8%), Вірменії (68,2%) та Естонії (71,5%).
Разом з тим, урбанізаційні процеси в Україні у зазначений період мали незакінчений, ущербний, однобічний характер, що було наслідком формування урбанізації як побічного продукту індустріалізації, зневажання потребами людей у місті, соціальній сфері та ін. При цьому якість міського середовища була низькою, зростали екологічні проблеми міст. Процесу урбанізації були притаманні асиметричність міського розселення, деформація функціональної структури міст, переважання монопрофільних вузькоспеціалізованих центрів.

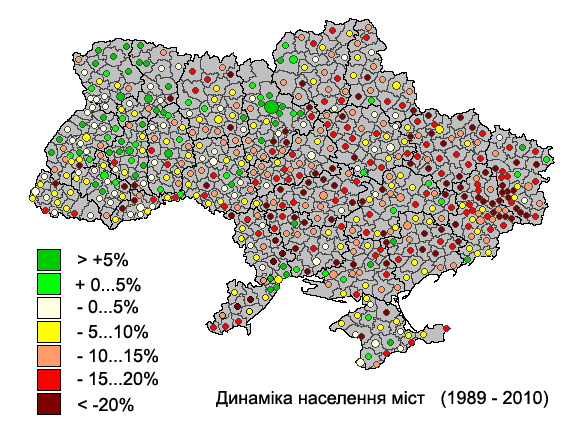
Зміна чисельності населення районних центрів та міст обласного підпорядкування (за 1989 — 2010)

Незавершеність культурної модернізації призвела до створення проміжного типу особистості з багатьма архаїчними рисами традиційного суспільства, зокрема частково консервування рис сільського менталітету у нового міського населення. Не все міське населення було включене у міський спосіб життя за характером зайнятості, рівнем обслуговування, відпочинку та ін. Значні обсяги міграцій сільського населення доповнювалися частими змінами у адміністративно-територіальному устрої, адміністративним перетворенням сільських населених пунктів у міські, а нові міста та селища хоча й швидко зростали, проте не мали ні фінансів, ні нормального міського середовища, що перетворювало їх у міські населені пункти тільки за назвою, а не суттю, збереження селищного характеру багатьох міст, особливо промислових.
Серед нових міст, які виникли в Україні у другій половині XX ст., найбільше було промислових міст, а також центрів місцевого значення та агропромислового комплексу (в основному центрів сільськогосподарських районів) та транспортних вузлів. При цьому у Донецько-Придніпровському економічному районі переважали нові міста з промисловими та транспортними функціями, а у Південно-Західному економічному районі — центри місцевого значення та АПК, транспортні вузли. У Південному економічному районі виникло найменше нових міст, що відбивало рівень економічного розвитку південних областей, недостатність людських і природних ресурсів.
Найвищий рівень урбанізації був у Донецькій, Дніпропетровській, Київській, Луганській, Харківській, Запорізькій областях, найнижчий — у Закарпатській, Тернопільській, Івано-Франківській, Чернівецькій областях.
Специфічними ознаками містобудування й урбанізаційних процесів за радянської України були: будівництво поселень тільки за затвердженим планом, заборона самовільного будівництва; нормативно задана система містобудівної проектної документації, яка розроблялась на основі планових директив, які визначали місця розміщення промислових підприємств, а відповідно, й нових міст, чисельність їх населення; жорсткі і стандартизовані проектні рішення, у т.ч. способи забудови мікрорайонів, районів, міст, промислових зон та ін.; масове будівництво будинків за типовими проектами з використанням індустріальних методів будівництва; жорсткі обмеження на використання земель для потреб недержавного і індивідуального житлового будівництва; будівництво виключно централізованих систем інженерного облаштування; низькі ціни на енергоносії, бюджетне покриття витрат на функціонування і розвиток житлово-комунального господарства; високі показники щільності забудови, стандартні розміри квартир і житлової забезпеченості, містобудівна одноманітність по усій країні.

## Сучасний стан
За даними перепису населення 2001 року урбанізація в Україні характеризувалася наступними цифрами:
- міське населення 32574.0 тис.(67.2%)
- сільське населення 15883.0 тис. (32.8%)

Станом на 1 січня 2013 року
- міське населення 31378.6 тис. (68.9%)
- сільське населення 14174.4 тис. (31.1%)

Станом на 1 січня 2020 року рівень урбанізації України становив 69,5%.
|  |                                                          |  |                                                            |  |                                                          |  |                                                            |  |                                                      |
|  | Динаміка чисельності міського населення (за 1989 — 2010) |  | Динаміка чисельності сільського населення (за 1989 — 2010) |  | Динаміка чисельності міського населення (за 2005 — 2010) |  | Динаміка чисельності сільського населення (за 2005 — 2010) |  | Частка міського населення України по областях (2019) |

| все населення | 0-4   | 5-9   | 10-14 | 15-19 | 20-24 | 25-29 | 30-34 | 35-39 | 40-44 | 45-49 | 50-54 | 55-59 | 60-64 | 65-69 | 70-74 | 75-79 | 80-84 | 85-89 | 90-94 | 95-99 | 100+  |
| ------------- | ----- | ----- | ----- | ----- | ----- | ----- | ----- | ----- | ----- | ----- | ----- | ----- | ----- | ----- | ----- | ----- | ----- | ----- | ----- | ----- | ----- |
| 67,2%         | 60,3% | 61,2% | 65,4% | 73,1% | 71,7% | 69,7% | 68,5% | 69,4% | 70,7% | 71,8% | 71,6% | 66,0% | 64,2% | 59,5% | 57,7% | 56,3% | 55,0% | 54,6% | 49,4% | 48,0% | 42,7% |
| 32,8%         | 39,7% | 38,8% | 34,6% | 26,9% | 28,3% | 30,3% | 31,5% | 30,6% | 29,3% | 28,2% | 28,4% | 34,0% | 35,8% | 40,5% | 42,3% | 43,7% | 45,0% | 45,4% | 50,6% | 52,0% | 57,3% |

## Регіональна динаміка

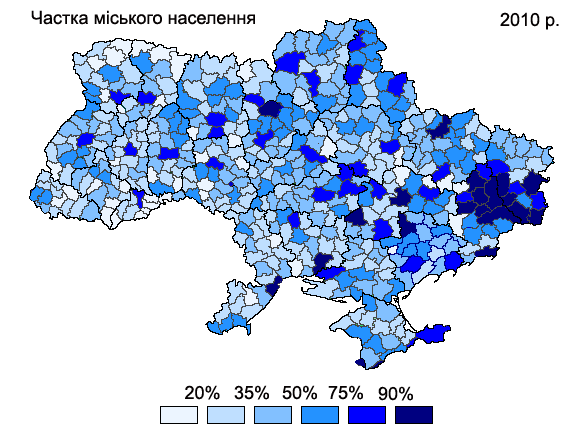
Частка міського населення (на 1 січня 2010 року)

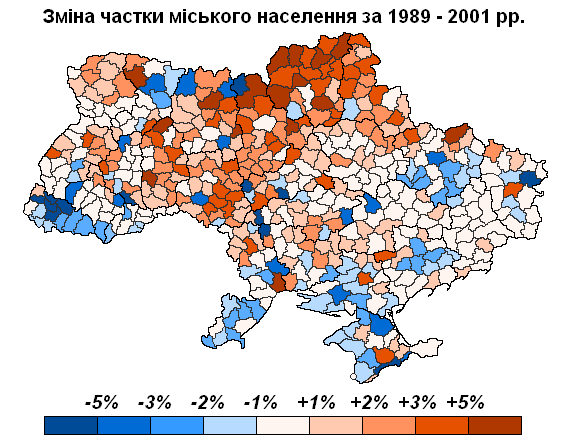
Зміна частки міського населення за період між переписами 1989 та 2001 р.

Частка міських жителів у населенні України та її регіонів у 1926–2014 рр. (у сучасних кордонах областей), %
| область            | 1926  | 1939  | 1959  | 1970  | 1979  | 1989  | 2001  | 2014  |
| ------------------ | ----- | ----- | ----- | ----- | ----- | ----- | ----- | ----- |
| Вінницька          | 11,2  | 11,9  | 17,0  | 25,4  | 34,4  | 43,9  | 45,9  | 50,0  |
| Волинська          |       | 16,3  | 25,9  | 32,1  | 39,2  | 48,6  | 49,8  | 51,8  |
| Дніпропетровська   | 22,1  | 53,1  | 70,2  | 76,2  | 80,3  | 83,2  | 82,9  | 83,5  |
| Донецька           | 39,4  | 78,0  | 85,8  | 87,4  | 89,0  | 90,2  | 90,0  | 90,6  |
| Житомирська        | 16,3  | 20,5  | 25,8  | 34,9  | 43,9  | 52,9  | 55,6  | 58,4  |
| Закарпатська       |       |       | 28,8  | 29,7  | 36,7  | 40,7  | 36,7  | 36,8  |
| Запорізька         | 11,6  | 39,3  | 56,6  | 65,7  | 70,9  | 75,6  | 75,4  | 76,9  |
| Івано-Франківська  |       | 22,9  | 22,8  | 30,7  | 35,6  | 41,7  | 41,7  | 43,1  |
| Київська           | 9,0   | 12,2  | 25,5  | 35,7  | 45,0  | 53,3  | 57,2  | 61,6  |
| Кіровоградська     | 10,8  | 18,4  | 30,4  | 43,8  | 51,6  | 59,5  | 60,0  | 62,4  |
| Луганська          | 21,6  | 65,8  | 79,3  | 82,6  | 84,4  | 86,3  | 86,0  | 86,8  |
| Львівська          |       | 31,7  | 38,9  | 47,3  | 52,4  | 59,1  | 58,9  | 60,4  |
| Миколаївська       | 17,9  | 27,0  | 39,6  | 52,7  | 60,1  | 65,5  | 66,1  | 67,7  |
| Одеська            | 37,9  | 37,7  | 47,0  | 55,9  | 61,7  | 65,7  | 65,3  | 66,5  |
| Полтавська         | 12,4  | 20,2  | 29,7  | 39,8  | 49,5  | 56,1  | 58,2  | 61,2  |
| Рівненська         |       | 13,2  | 17,0  | 27,5  | 35,6  | 45,2  | 46,4  | 47,4  |
| Сумська            | 12,9  | 19,1  | 32,4  | 43,5  | 52,6  | 61,5  | 64,6  | 67,9  |
| Тернопільська      |       | 14,4  | 16,6  | 23,3  | 30,6  | 40,5  | 42,2  | 44,0  |
| Харківська         | 25,5  | 52,6  | 62,5  | 69,3  | 74,7  | 78,4  | 78,3  | 80,2  |
| Херсонська         | 13,6  | 22,5  | 49,3  | 53,9  | 57,7  | 61,1  | 59,9  | 61,0  |
| Хмельницька        | 11,4  | 11,8  | 19,0  | 26,7  | 35,4  | 47,1  | 50,7  | 55,5  |
| Черкаська          | 10,5  | 14,0  | 23,0  | 36,7  | 43,7  | 52,5  | 53,4  | 56,3  |
| Чернівецька        |       | 20,4  | 26,2  | 34,6  | 37,5  | 41,9  | 40,1  | 42,3  |
| Чернігівська       | 12,1  | 15,7  | 22,4  | 34,6  | 43,9  | 53,1  | 58,0  | 63,5  |
| м. Київ            | 100,0 | 100,0 | 100,0 | 100,0 | 100,0 | 100,0 | 100,0 | 100,0 |
| Крим і Севастополь | 46,3  | 52,1  | 64,5  | 63,2  | 66,1  | 69,3  | 67,2  | 67,4  |
| Україна            | 19,2  | 33,5  | 45,7  | 54,5  | 60,8  | 66,7  | 66,9  | 68,7  |